# Mario Palanti
Mario Palanti (Milano, 20 settembre 1885 – Milano, 4 settembre 1978) è stato un architetto italiano.

## Biografia
Mario Palanti nacque a Milano da una famiglia di origini cremonesi. Cominciò la sua formazione artistica nel 1904 all'età di 19 anni quando entrò all'Accademia di Brera, preceduto dal fratello Giuseppe Palanti, di alcuni anni più grande. Si diplomò architetto nel 1909. Partecipò alla prima guerra mondiale nel Genio militare italiano sul fronte trentino.
Arrivato in Argentina nel 1909, lavorò in primo luogo nello studio di Arturo Prins ed Oskar Razenhofer, per i quali collaborò tra le altre cose nella progettazione della nuova sede della Facoltà di Diritto della capitale, un edificio simbolo dello stile neogotico. Tra i suoi primi lavori indipendenti risaltano per il loro singolare stile due vicini edifici, entrambi nel Viale Rivadavia e costruiti nel 1914: uno per i due atlanti che sostengono i balconi del secondo piano, e l'altro per la sua facciata che presenta tre robusti archi di quattro piani di altezza. Tra le sue opere più importanti la costruzione del Palazzo Barolo a Buenos Aires e l'edificio gemello Palazzo Salvo a Montevideo.
Tra gli altri lavori vanno ricordati l'Hotel Castelar, sulla Avenida de Mayo, l'Edificio Roccatagliata di Avenida Santa Fe y Callao, Palazzo Alcorta, grande edificio per i fratelli Resta, concessionari di automobili che commercializzavano in veicoli Chrysler, con pista di prove sulla terrazza, situato sulla Avenida Figueroa Alcorta, ed infine la casa madre a Buenos Aires della Banca francese ed italiana per l'America del Sud, divenuta poi Banca Sudameris e poi Banca Patagonia. Nel 1924 propose al Presidente del Consiglio italiano dell'epoca Benito Mussolini di erigere in Roma il più alto grattacielo del mondo per l'epoca, con 88 piani e 335 m di altezza totale, la Mole Littoria, il cui nome iniziale sarebbe dovuto essere Eternale. Il progetto fu aspramente criticato per la poca attinenza col contesto urbano esistente, specie dal Piacentini, quindi ridimensionato ed infine completamente abbandonato. A cavallo degli anni '20-'30 progettò un sistema, brevettato, per erigere costruzioni a secco: il Palandomus. Morì a 92 anni e venne tumulato nel cimitero Monumentale di Milano.

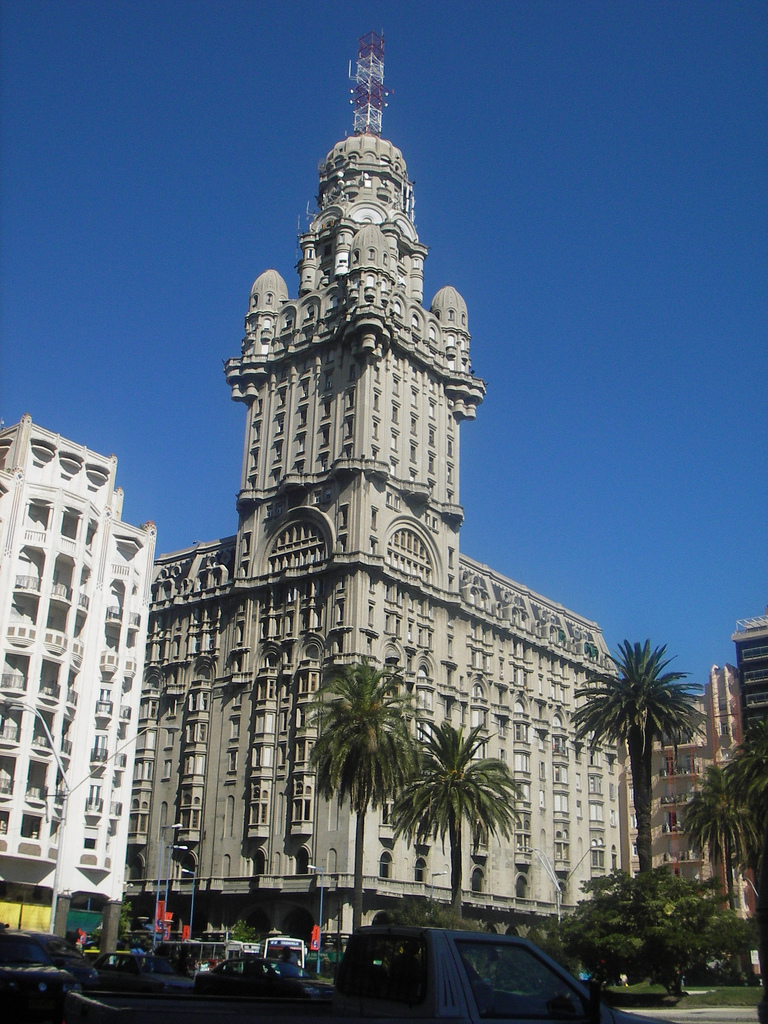
Palazzo Salvo, Montevideo

### Opere in Sud America
- 1914: Edificio de viviendas. Avenida Rivadavia 1916, Buenos Aires.
- 1914: Edificio de viviendas, proprietà di Bernardo Vila. Avenida Rivadavia 2625, Buenos Aires.
- 1914: Cine Presidente Roca. Avenida Rivadavia 3736, Buenos Aires. (Demolito)
- 1915: Chalet proprietà di Alberto Grimoldi. Avenida Rivadavia 5050, Buenos Aires. (Demolito)
- 1919/23: Palazzo Barolo, proprietà di Luis Barolo. Avenida de Mayo 1370, Buenos Aires.
- 1919/24: Edificio de viviendas, proprietà di Juan Uboldi. Avenida Rivadavia 2460, Buenos Aires.
- 1919/24; Palacio Comercial, proprietà di Emilio Valsechi. San José esq. Adolfo Alsina, Buenos Aires.
- 1919/24: Casa Matriz del Banco Francés e Italiano para la América del Sur. Teniente General Perón esq. San Martín, Buenos Aires.
- 1920: Edificio Roccatagliata, proprietà di Andrés Rocatagliata. Avenida Santa Fe esq. Avenida Callao, Buenos Aires.
- 1921: Edificio de viviendas, proprietà di Andrés Rocatagliata. Avenida Santa Fe 1769/71, Buenos Aires.
- 1922: Residencia particular. Eduardo Costa 3079/99, Buenos Aires. (Associato: Alguier)
- 1922: Palazzo Salvo, proprietà dei fratelli Salvo. Avenida 18 de Julio entre Plaza Independencia y Andes, Montevideo.
- 1927: Palazzo Automotor, proprietà di Resta. Avenida Figueroa Alcorta 3351, Buenos Aires.
- 1927/8: Hotel Excelsior (attualmente Castelar Hotel). Avenida de Mayo 1142

### Opere a Milano
- 1924-28: Edicola Palanti, presente nel cimitero Monumentale di Milano; dal 1981 Civico Mausoleo Palanti, ove riposano cittadini illustri che hanno legato il proprio nome alla città di Milano, tra i quali Hermann Einstein, Walter Chiari, Giovanni D'Anzi, Luigi Berlusconi, e lo stesso Mario Palanti.
- 1942: Rampe pedonali e carrabili che permettono l'accesso da piazza Andrea Doria (ora piazza Duca d'Aosta) alla galleria di testa della stazione Centrale di Milano.[11]

## Galleria d'immagini

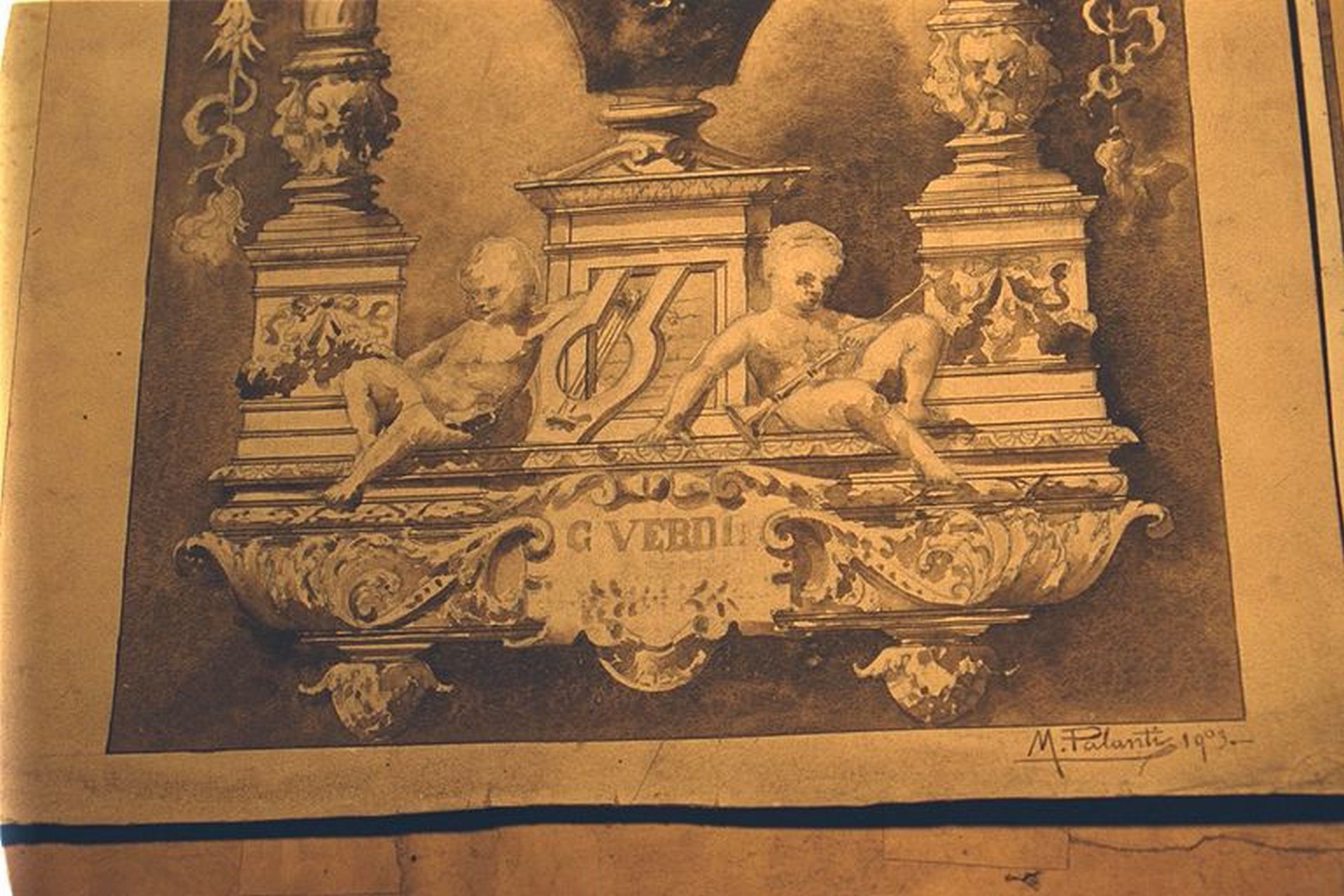
Studio commemorazione Giuseppe Verdi, 1903
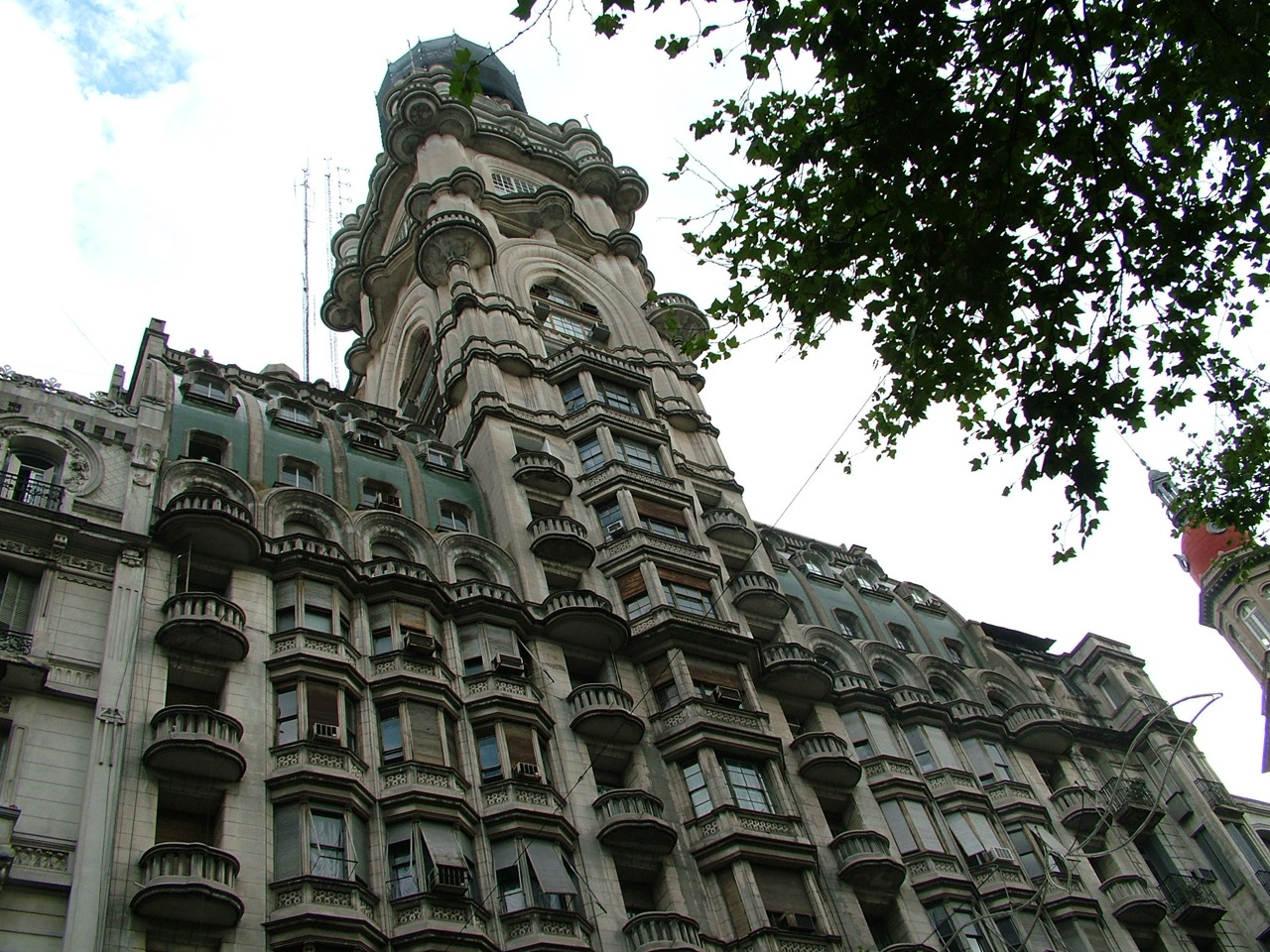
Palazzo Barolo, Avenida de Mayo, Buenos Aires
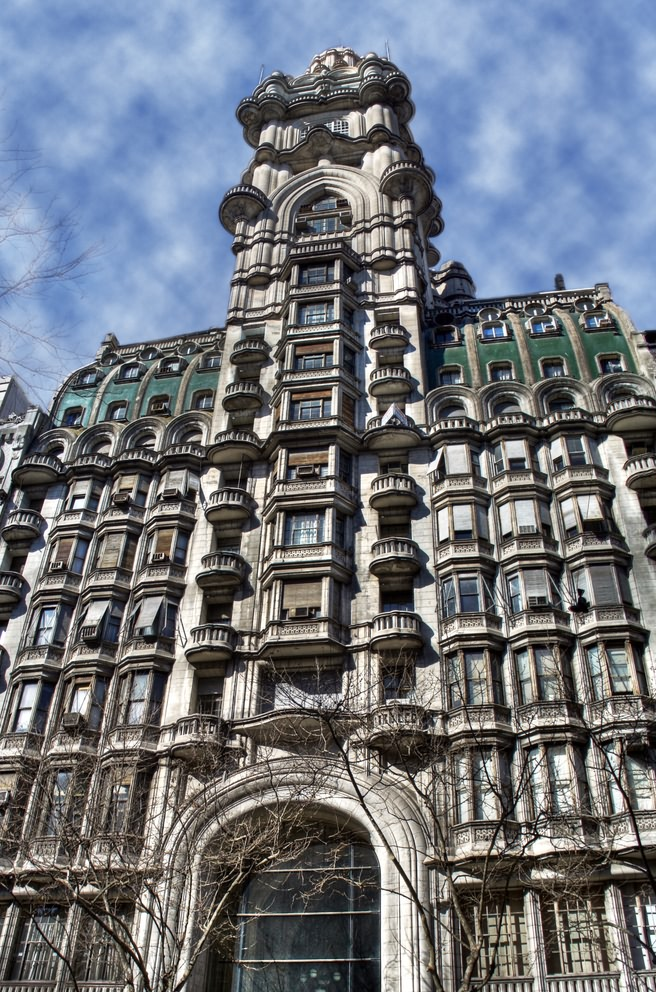
Palazzo Barolo, Fronte
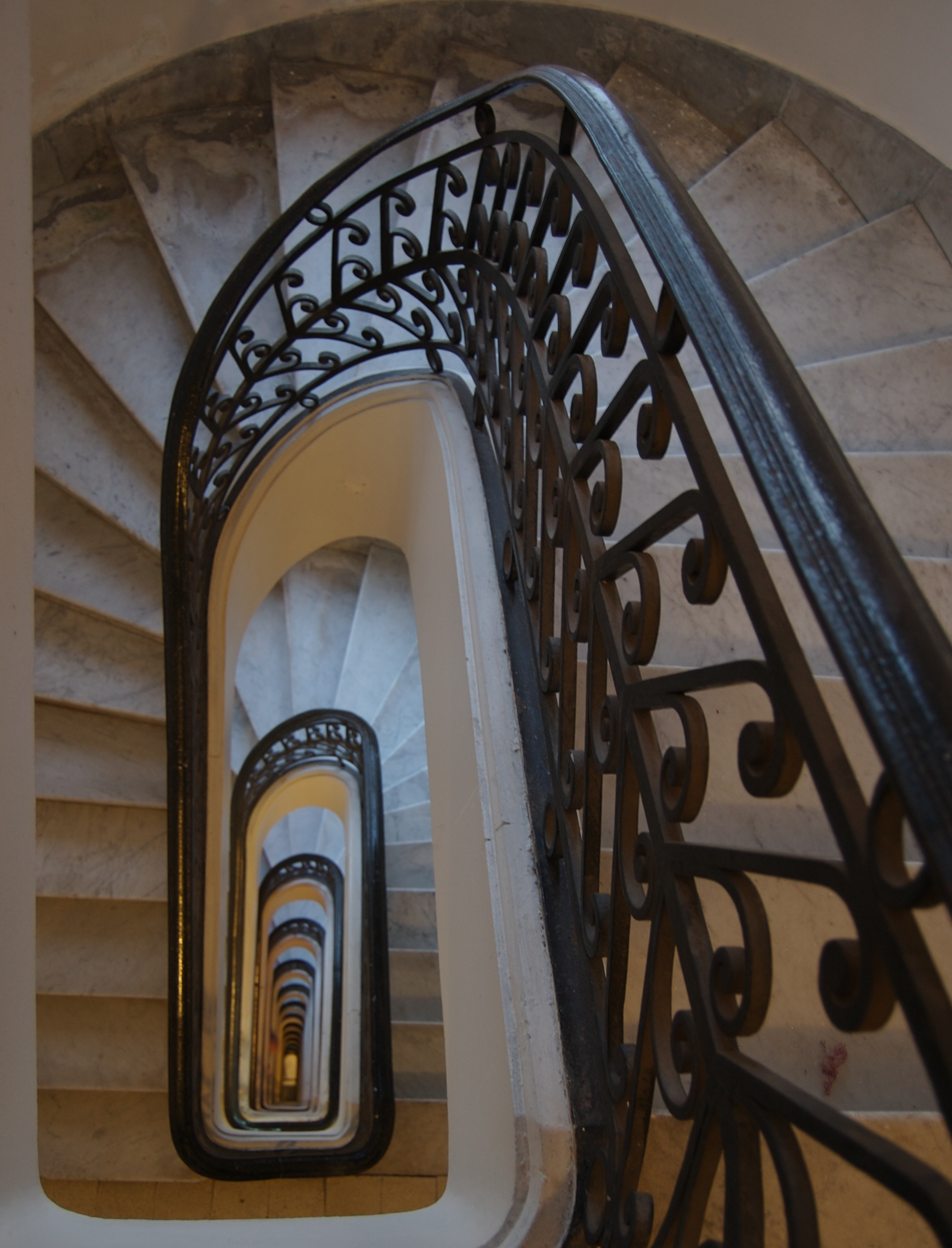
Palazzo Barolo, Scale
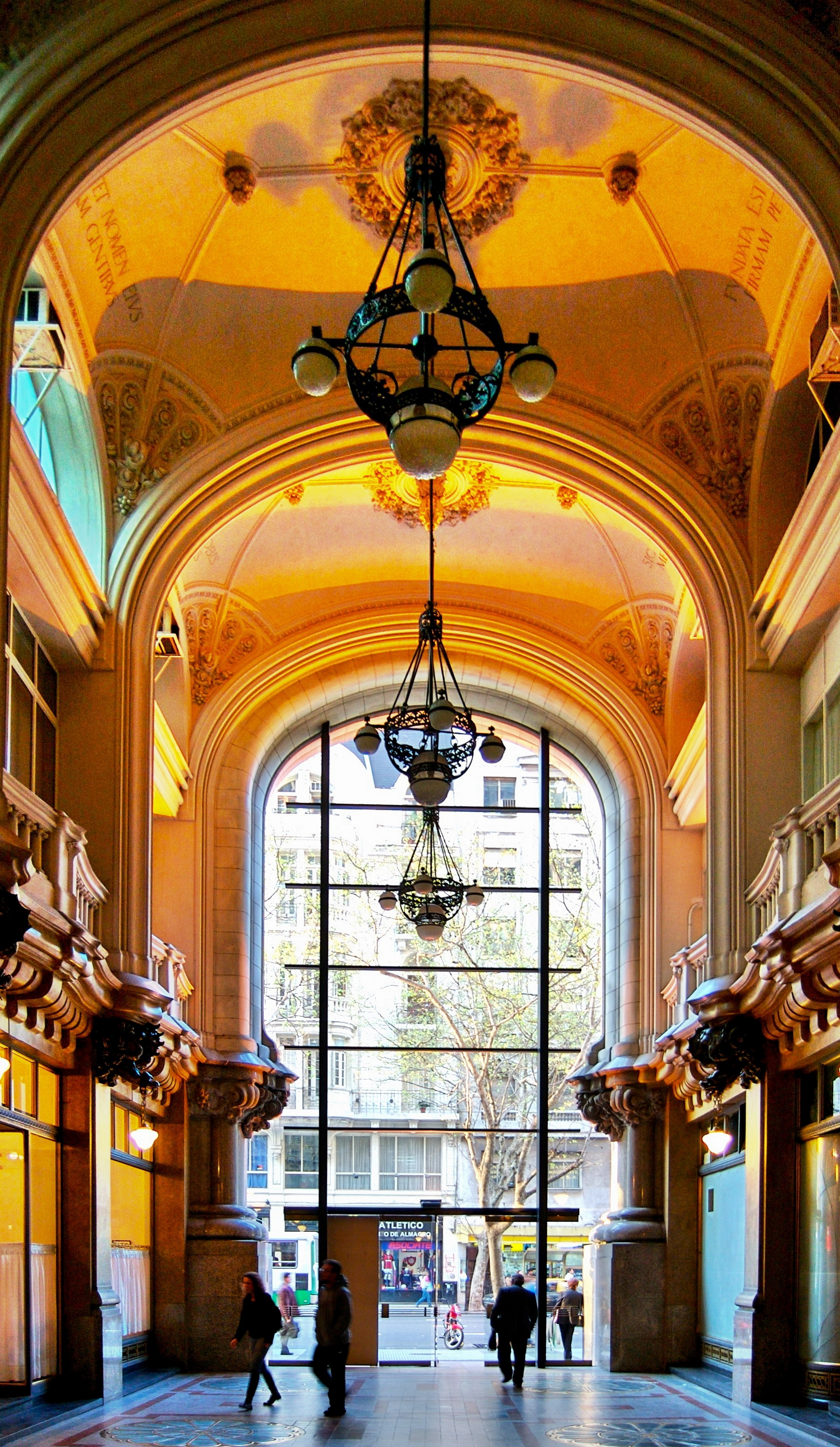
Palazzo Barolo, ingresso
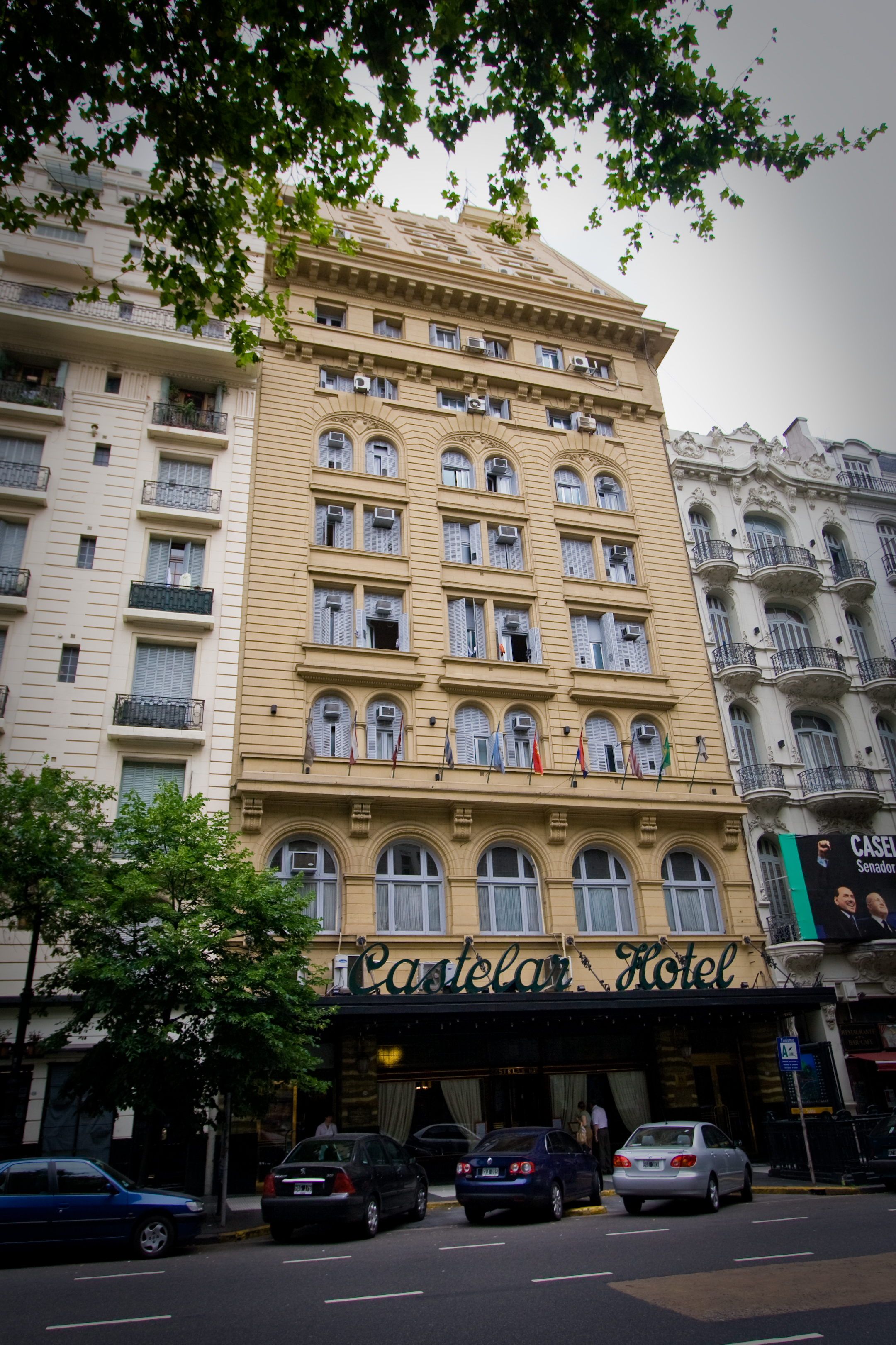
Hotel Castelar, Avenida de Mayo, Buenos Aires
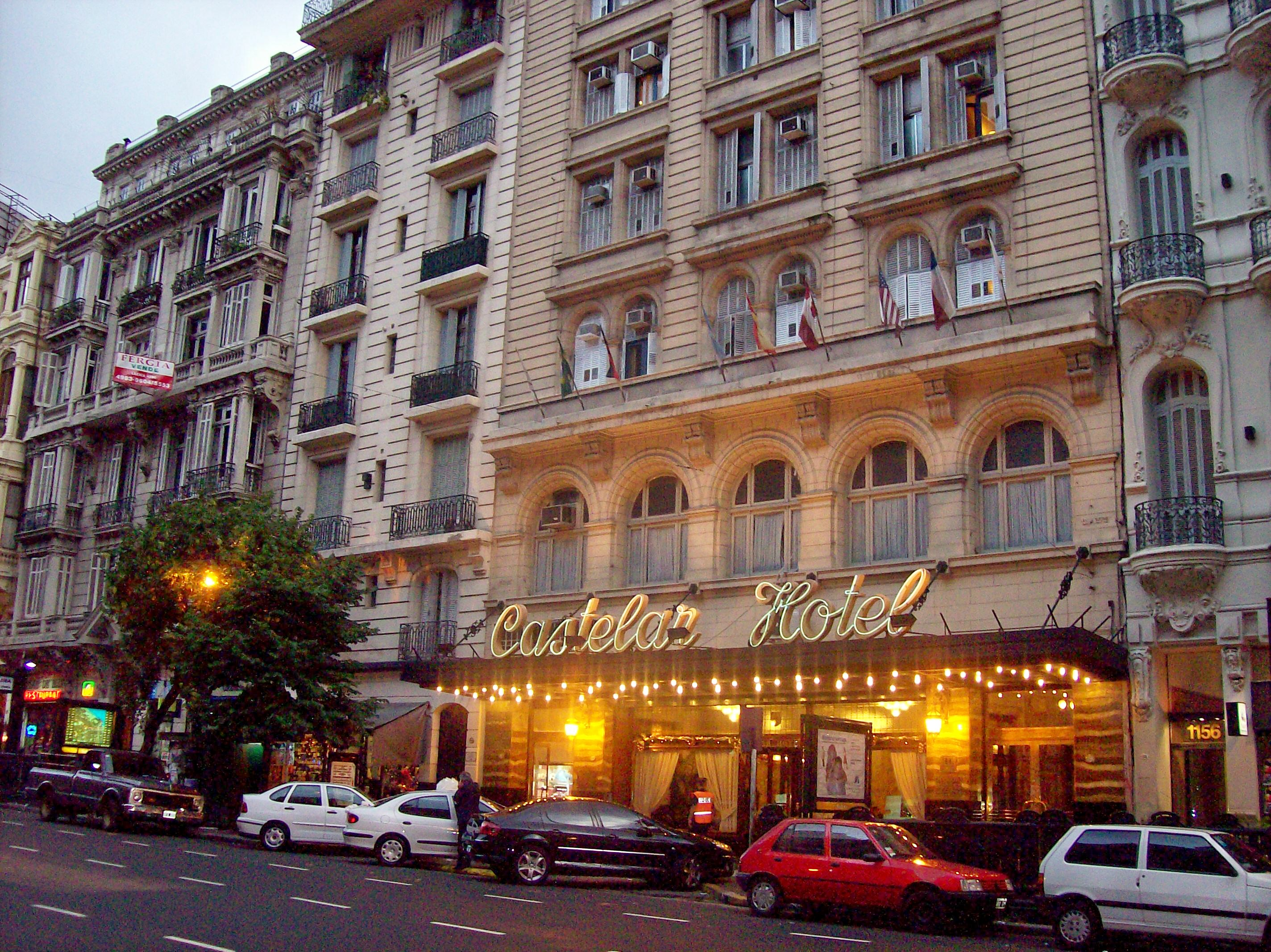
Hotel Castelar illuminato
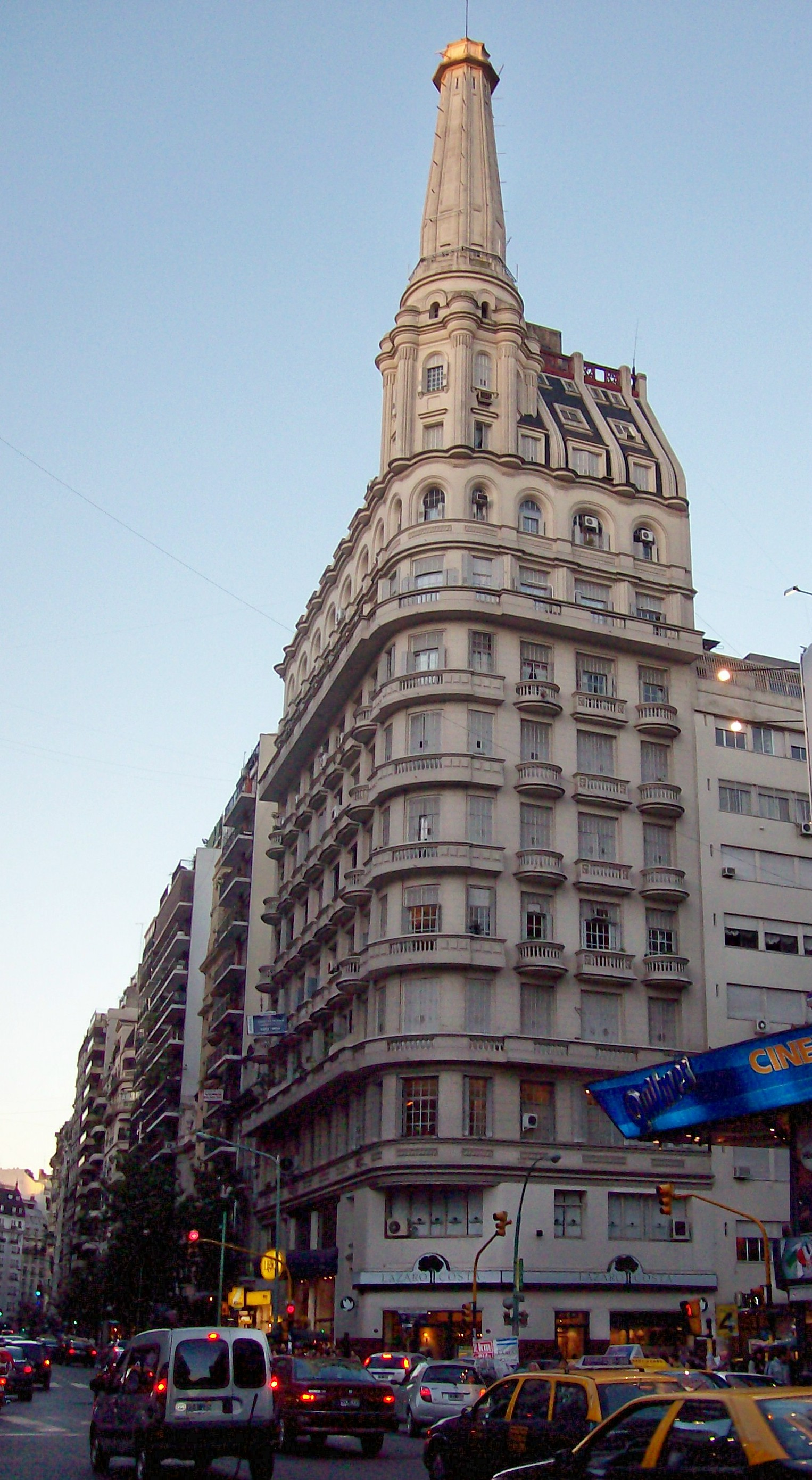
Edificio Roccatagliata, Avenida Santa Fe y Callao, Buenos Aires

## Onorificenze
- Accademico della Reale di San Luca - Accademia nazionale di San Luca
- Accademico della Pontificia dei Virtuosi - Accademia dei Virtuosi al Pantheon

## Scritti
- Prima esposizione personale d'architettura nella Repubblica Argentina, 1ª ed., Milano, Stabilimento di Arti Grafiche Rizzoli e Pizzio, 1917, SBN TO00850830.[13]
- Cinque anni di lavoro, 1ª ed., Milano, Casa Editrice di Arte Bestetti & Tumminelli, 1924, SBN VEA0051310.
- L'Eternale: mole littoria - Roma - MCMXXVI, 1ª ed., Milano, A. Rizzoli & C., 1926, SBN LO10346880.
- Palazzo del Littorio:Progetto - Roma XIII E.F., 1ª ed., Milano, A. Rizzoli & C., 1934, SBN LO10365493.
- Auditorium:Progetti - Roma XIII E.F., 1ª ed., Milano, A. Rizzoli & C., 1935, SBN LO10365495.
- Architettura per tutti, 1ª ed., Milano, Editore d'Arte Emilio Bestetti, 1946, SBN CUB0420451.